# Aethiora
Aethiora é um gênero de coleóptero da tribo Uracanthini (Cerambycinae). Na qual compreende uma única espécie, distribuída apenas na Austrália.

## Sistemática
- Ordem Coleoptera
  - Subordem Polyphaga
    - Infraordem Cucujiformia
      - Superfamília Chrysomeloidea
        - Família Cerambycidae
          - Subfamília Cerambycinae
            - Tribo Uracanthini
              - Gênero Aethiora
              - Aethiora fuliginea (Pascoe, 1864)